# Ljubav živi
Ljubav živi (с серб. — «Любовь жива») — пятнадцатый студийный альбом сербской певицы Светланы «Цецы» Ражнатович, выпущенный 17 июня 2011 года на лейбле Miligram Music.

## История создания
Работа над альбомом началась весной 2008 года. В августе того же года певица прекратила сотрудничество с известным композитором Александаром Миличем, а также начала искать подходящие для альбома песни от других композиторов. В ноябре 2009 года, на музыкальной премии журнала Magazin In певица рассказала, что записала новую песню «Užasno mi nedostaje» композитора Боры Джороджевича. В 2010 году Цеца объявила, что записывала дуэт с певцом Аленом Адамовичем, который получил название «Kiša». Через несколько недель Цеца поделилась, что для альбома записана новая песня «Ide to s godinama». Тем не менее, ни одна из озвученных песен так и не вышла в свет, а композиция «Ide to s godinama», была передана Индире Радич.
В марте 2011 года Цеца вновь попала в поле зрения правоохранительных органов Сербии — ей было предъявлено обвинение в незаконном хранении оружия, которое полиция обнаружила ещё в 2003 году при обыске её дома, а также в мошеннических действиях с продажей игроков футбольного клуба «Обилич». Тем не менее, полиция отказалась поместить её под тюремное заключение, заменив содержание под домашним арестом. Производство альбома было остановлено. Через несколько недель в условиях строгой секретности Цеца связывается с Миличем, вместе они решают «дозаписать» альбом. Судя по всему, все ранние аранжировки песен были исключены из трек-листа, поскольку автором музыки всех песен является Милич, а автором текстов Марина Туцакович и Лилиана Йоргованович. Студийные сессии проходили прямо дома у Цецы в сжатые сроки, всего за две недели до релиза альбома были записаны последние песни. Параллельно с записью проходили судебные заседания.

## Релиз и продвижение
Первая информация о выходе «нового» альбома Ljubav živi появилась в журнале Svet 17 мая 2011 года, где было опубликовано интервью с Цецой, Александаром Миличем и Мариной Туцакович. Там же были показаны трек-лист, детали некоторых песен, а также обложка альбома — впервые на ней не было самой Цецы.
Первый сингл «Šteta za mene» стал доступен 30 мая на официальном сайте Miligram Music, а вскоре и на YouTube. Цифровую версию сингла уже через два часа скачали более 150 000 человек, и поэтому серверы сайта Miligram за пару часов «зависли». Шумиха в прессе по поводу ареста Цецы и судебных тяжб с её участием стали хорошей рекламой для нового материала.
В продажу альбом поступил 17 июня 2011 года. За первые три дня был распродан почти весь первый тираж альбом на компакт-дисках — 145 тысяч копий.
В день премьеры на портале YouTube были выложены видеоклипы на каждую песню, показывающих Цецу в процессе исполнения их в студии. Первый полноценный видеоклип был выпущен в апреле 2012 года, его режиссёром выступил Милош Надаждан.
Уже в марте 2012 года Цеца отправилась в турне в поддержку альбома. Первый концерт прошёл во Франкфурте, всего певица дала 36 концертов в 12 странах, включая Австралию, где она дала три аншлаговых концерта. Во время концертов певица исполняла шесть новых песен из альбома: «Rasulo», «Šteta za meneIgračka samoće», «Ona», «Nije mi dobro» и «Sve što imam i nemam».
В 2020 году альбом был переиздан в цифровом формате с новой обложкой лейблом Ceca Music.

## Список композиций
Авторами слов всех песен на альбоме стали Марина Туцакович и Лилиана Йоргованович, за исключением «Hajde» и «Sve što imam i nemam», которые Туцакович написала лично, а также «Ljubav živi», автором которой стал Александар Милич. Автор музыки — Александар Милич.
| №                   | Название               | Длительность |
| ------------------- | ---------------------- | ------------ |
| 1.                  | «Rasulo»               | 4:34         |
| 2.                  | «Hajde»                | 3:05         |
| 3.                  | «Šteta za mene»        | 3:58         |
| 4.                  | «Igračka samoće»       | 4:33         |
| 5.                  | «Ona»                  | 3:52         |
| 6.                  | «Nije mi dobro»        | 4:03         |
| 7.                  | «Hvata me»             | 3:39         |
| 8.                  | «Sve što imam i nemam» | 4:13         |
| 9.                  | «Ljubav živi»          | 3:51         |
| Общая длительность: | Общая длительность:    | 35:47        |

## Участники записи
Музыканты
- Светлана «Цеца» Ражнатович — вокал
- Владимир Миленкович — аккордеон
- Ненад Бйокович — гитара
- Александар Милич — аранжировка, бэк-вокал (4, 6, 8, 9)
- Иван Милосавльевич — аранжировка (2, 5), гитара
- Ивана Петерс — бэк-вокал
- Петар Трумпеташ — бузуки
- Александар Петрович — ударные
- Небойша Брадарич — кавал, труба
- Йовица Смрзлич— клавишные
- Иван Илич — тромбон
- Страхинья Банович — труба

Технический персонал
- Александар Милич — продюсирование
- Иван Милосавльевич — программирование, инжиниринг (саунд-дизайн, пре-микс), микширование
- Джеймс Крус — мастеринг
- Синиша Кокерич — микширование

## Чарты
| Чарт (2011)           | Высшая позиция |
| --------------------- | -------------- |
| Словения (Slo Top 30) | 5              |

## История релиза
| Регион               | Дата           | Лейбл          | Формат                      |
| -------------------- | -------------- | -------------- | --------------------------- |
| Сербия               | 17 июня 2011   | Miligram Music | CD, цифровая загрузка       |
| Босния и Герцеговина | 17 июня 2011   | Miligram Music | CD, цифровая загрузка       |
| Северная Македония   | 17 июня 2011   | Miligram Music | CD, цифровая загрузка       |
| Черногория           | 17 июня 2011   | Miligram Music | CD, цифровая загрузка       |
| Словения             | 17 июня 2011   | Miligram Music | CD, цифровая загрузка       |
| Мир                  | 25 апреля 2020 | Ceca Music     | Цифровая загрузка, стриминг |